# Monty Python

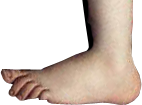
Stopa z Monty Python’s Flying Circus

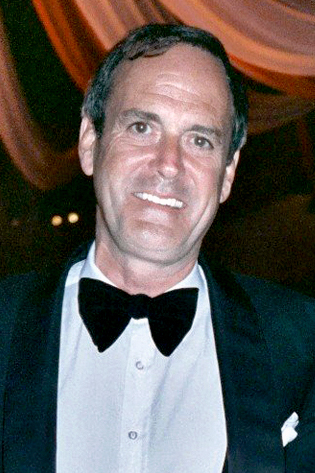
John Cleese

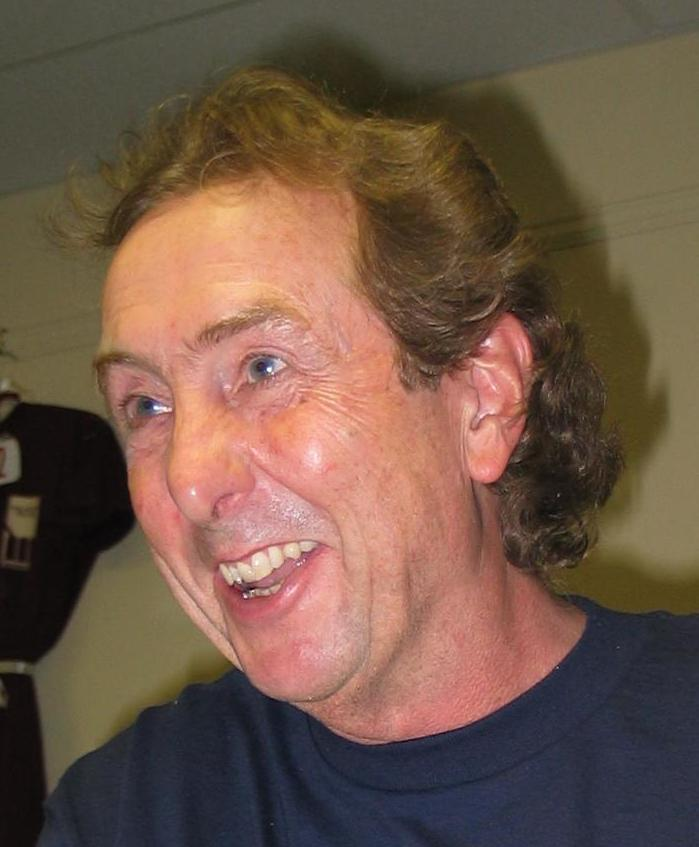
Eric Idle

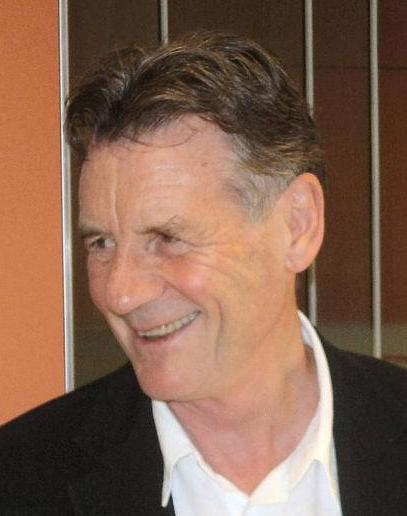
Michael Palin

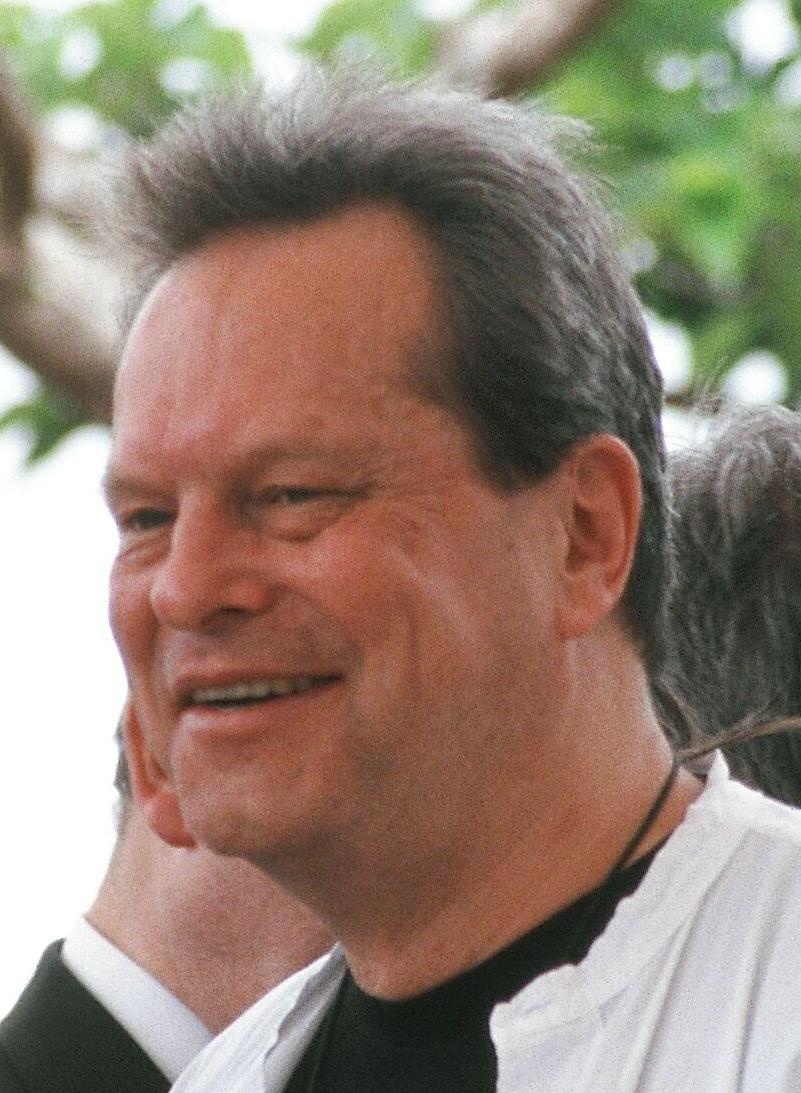
Terry Gilliam

Terry Jones

Monty Python, grupa Monty Pythona, Pythoni – zespół twórców i gwiazd telewizyjnego serialu komediowego Latający cyrk Monty Pythona, założony pod koniec lat 60. XX wieku w Anglii. W skład grupy wchodziło sześciu komików: Graham Chapman, John Cleese, Terry Gilliam, Eric Idle, Terry Jones i Michael Palin.

## Początki
Palin i Jones spotkali się na Uniwersytecie Oksfordzkim, Cleese i Chapman – na Uniwersytecie Cambridge. Idle także studiował w Cambridge, ale rok niżej od Cleese’a i Chapmana. Gilliam poznał Cleese’a w Nowym Jorku, gdy ten ostatni odbywał tam tournée z grupą A Clump Of Plinths.
Zanim zaczęli wspólną pracę nad Latającym cyrkiem Monty Pythona, występowali w następujących programach:
- I'm Sorry, I'll Read that Again (Przepraszam, przeczytam jeszcze raz) 1964–1973 – audycja radiowa
- The Frost Report (Raport Frosta) 1966–1967
- At Last the 1948 Show (Nareszcie program z 1948 roku) 1967
- We Have Ways of Making You Laugh (Mamy sposoby, by was rozśmieszyć) 1968
- Do Not Adjust Your Set (Prosimy nie regulować odbiorników) 1968–1969
- How to Irritate People (Jak wkurzać ludzi) 1968
- The Complete And Utter History Of Britain (Kompletna historia Wielkiej Brytanii) 1969
- Doctor in the House (Doktor w domu) 1969

Byli też współautorami scenariuszy do szeregu innych programów.

## Latający cyrk Monty Pythona
Pierwsza seria „Latającego cyrku” miała pierwotnie dawać główne pole do popisu Cleese’owi, ten chciał jednak współpracować z innymi. Tak oto powstała zorganizowana grupa, dla której utworzono rutynowe zasady działania. Każdy dzień pisania rozpoczynał się o 9:00 rano i trwał do 17:00. Na początku typowego tygodnia pracy Cleese i Chapman pisali w odosobnieniu jako jedna spółka autorska, Jones i Palin jako druga, a Idle pisał sam. Po kilku dniach cała grupa spotykała się wraz z Gilliamem i krytykowała nawzajem swoje scenariusze oraz wymieniała poglądy. Podchodzili do pisania demokratycznie. Jeśli coś rozśmieszyło większość, zatwierdzano to jako część programu. W podobny sposób obsadzano role – nie było problemów z egocentryzmem, gdyż każdy z Pythonów czuł się bardziej autorem niż aktorem. Po dobraniu i uporządkowaniu kolejności skeczy do danego odcinka, Gilliam miał wolną rękę w łączeniu ich w całość za pomocą wymyślnych animacji, uzbrojony w kamerę, nożyczki i farbę.
Zanim wymyślono nazwę „Latający cyrk Monty Pythona”, powstało kilka innych tytułów roboczych, m.in. Owl Stretching Time (Pora rozciągania sów), Bunn, Wacket, Buzzard, Stubble and Boot, Gwen Dibley's Flying Circus (Latający Cyrk Gwen Dibley).
Zespół miał bardzo konkretny pomysł na serial i był bardzo zawiedziony, gdy Spike Milligan nagrał swój program komediowy Q5 w nieco podobnym duchu. Pythoni przyznawali się do inspiracji Milliganem, lecz styl „Latającego cyrku” jest zdecydowanie inny. Wyróżniają go szczególnie niepowtarzalne animacje Gilliama, ale także proces wzajemnej krytyki i selekcji materiału.

## Okres po „Latającym Cyrku”

### Wytwórnia filmowaPython (Monty) Pictures
Czterech żyjących członków grupy Monty Pythona (John Cleese, Terry Gilliam, Eric Idle i Michael Palin) jest właścicielami wytwórni Python (Monty) Pictures Limited, założonej w 1973 i zajmującej się obecnie działalnością wynikającą z dotychczasowej wspólnej pracy. Firma kontroluje m.in. dochody z praw autorskich. Opisuje swoją działalność jako „wykorzystywanie produkcji telewizyjnych i kinowych”. Za rok finansowy liczony do marca 2002 dochód firmy wyniósł 3,3 mln funtów.
Wielką siłą napędową grupy stał się pod koniec lat 70. były Beatles, George Harrison. Nie tylko sfinansował  „Żywot Briana” i wystąpił w nim, ale także wyprodukował wiele piosenek grupy z tamtego okresu, m.in. singel The Lumberjack Song (Piosenka drwala). Był także współzałożycielem wytwórni HandMade Films, która wyprodukowała wiele filmów z udziałem niektórych Pythonów, m.in. The Missionary (Misjonarz) z Michaelem Palinem i Time Bandits (Bandyci czasu) Terry’ego Gilliama.

### Kariery solowe
Po rozpadzie grupy wszyscy jej członkowie kontynuowali solową działalność w filmie i telewizji, zdarzała się też współpraca między niektórymi z nich. Wiele z tych projektów odniosło sukces, jak na przykład film A Fish Called Wanda (Rybka zwana Wandą) z 1988, z Cleesem i Palinem. Wystąpili oni także w filmie Time Bandits (Bandyci czasu) z 1981, do którego scenariusz napisali Gilliam i Palin, a Gilliam był jego reżyserem. Palin zagrał też w filmie Brazil z 1985 r. w reżyserii Gilliama, także współautora scenariusza. W 1983 Graham Chapman, Eric Idle i John Cleese wystąpili w komedii przygodowej Yellowbeard (Żółtobrody), której pomysłodawcą i współautorem scenariusza był Graham Chapman. W solowym debiucie filmowym Gilliama Jabberwocky z 1977 r., który najsilniej z wszystkich jego filmów oddawał ducha Monty Pythona, zagrało trzech członków grupy – Michael Palin, Terry Jones i Terry Gilliam – a także współpracujący z grupą Neil Innes. Idle pojawił się w filmie The Adventures of Baron Münchhausen (Przygody barona Munchausena) z 1988 r., także reżyserowanym przez Gilliama, również współtwórcy scenariusza. W 1989 roku Terry Jones, John Cleese i Neil Innes wystąpili w wyreżyserowanej przez Jonesa baśni komediowej Eric the Viking (Eryk wiking). Idle odniósł też sukces w filmie Nuns on the Run (Uciekające zakonnice) z 1990. W roku 1996 Terry Jones wyreżyserował film The Wind in the Willows (O czym szumią wierzby) na podstawie książki Kennetha Grahame’a, w którym wystąpiło aż czterech członków grupy Monty Pythona: Terry Jones, Eric Idle, Michael Palin oraz John Cleese.

### Koniec grupy
Częstokroć pojawiają się pogłoski o planowanym zejściu się Pythonów. Śmierć Grahama Chapmana w 1989 r, w przeddzień dwudziestolecia zespołu, pozornie położyła kres tym spekulacjom, jednak w 1998 pięciu pozostałych członków grupy po raz pierwszy od 18 lat wystąpiło razem na scenie (na którą wniesiono też urnę z „prochami Chapmana”). Odbyło się to w formie wywiadu przeprowadzonego przez Roberta Kleina, w którym Pythoni przypomnieli kilka starych numerów.
9 października 1999, dla upamiętnienia trzydziestej rocznicy wyświetlenia pierwszego odcinka „Latającego cyrku”, stacja BBC2 poświęciła cały wieczorny program historii zespołu. Zaprezentowano film dokumentalny przeplatany skeczami napisanymi specjalnie na tę okazję. W wywiadzie z okazji wydania „Sensu życia” w wersji DVD, Cleese powiedział, że kolejne wspólne występy są mało prawdopodobne. Jest absolutnie niemożliwe, by zebrać choćby większość z nas w jednym pomieszczeniu, nie żartuję. Dodał, że problemem jest tu raczej nawał zajęć niż jakieś zadrażnienia.
Eric Idle stwierdził, że Pythoni reaktywują się „w chwili, gdy tylko Graham Chapman zmartwychwstanie”, mimo to pozostali członkowie grupy Monty Pythona postanowili ponownie połączyć się we wspólnym przedsięwzięciu. Amerykańska stacja telewizyjna PBS wyemitowała 22 lutego 2006 roku dwa odcinki nowego 6-odcinkowego serialu Monty Pythona (Monty Python’s Personal Best), w którym oprócz nowego materiału zostały wykorzystane najpopularniejsze stare skecze. Nowe skecze kręcone były zarówno w USA jak i Wielkiej Brytanii. Każdy z odcinków został napisany przez jednego z komików, zaś nad odcinkiem dedykowanym nieżyjącemu Grahamowi Chapmanowi (wyemitowanym jako drugi) Pythoni pracowali wspólnie. „Każdy z nich wybrał swoje ulubione skecze z filmów i telewizyjnych seriali Monty Pythona, aby połączyć je w nową zwariowaną całość” – powiedział rzecznik przedsięwzięcia.

## Styl grupy
Monty Python stworzył swój własny, niepowtarzalny styl, mniej lub bardziej udanie naśladowany przez kolejne pokolenia komików na całym świecie. W swoich skeczach Pythoni brawurowo korzystali z absurdalnych skojarzeń, chętnie przebierali się za rozmaite postacie (bardzo często – kobiece), wykorzystywali animowane wstawki, zazwyczaj tworzone techniką kolażu ze starych zdjęć. W ich programach często zaburzona była chronologia, a poszczególne skecze połączone były za pomocą nieoczekiwanych, nonsensownych scenek. Choć wiele z ich skeczów wydaje się być czystym wygłupem, duża ich część jest jednocześnie kpiną z brytyjskiego społeczeństwa (np. poszczególnych warstw społecznych) i instytucji (w szczególności z tamtejszej telewizji publicznej, która zresztą nadawała „Latający Cyrk”, i jej formuł programowych). Tomasz Beksiński jako pierwszy umożliwił polskim widzom zrozumienie zawiłości językowych i intelektualnych zawartych w ich twórczości.